# Яныт, Невин
Невин Яныт (тур. Nevin Yanıt, род. 16 февраля 1986 года) — турецкая легкоатлетка, специализирующаяся на беге на 100 м с барьерами. Выступает за клуб Fenerbahçe Athletics. Является обладательницей рекордов Турции в беге на 60 и 100 м с барьерами. Двукратная чемпионка Европы в беге на 100 м с барьерами.
29 августа 2013 года Яныт была отстранена от участия в соревнованиях на два года из-за позитивного теста на допинг. Однако IAAF опротестовало срок отстранения и Арбитражный комитет продлил дисквалификацию ещё на год.

## Биография
Яныт завоевала серебряную медаль на летней Универсиаде 2007 года в Бангкоке. На летних Олимпийских играх 2008 года в Пекине она дошла до полуфинале в беге на 100 м с барьерами, став первой в истории представительницей Турции, дошедшей до такой стадии в спринтерских дисциплинах на Олимпийских играх. В 2009 году она приняла участие в Средиземноморских играх в Пескаре, Италия, где завоевала золотую медаль в беге на 100 м с барьерами. На чемпионате Европы 2010 года в Барселоне она также завоевала золотую медаль в беге на 100 м с барьерами, установив национальный рекорд — 12,63 с. На летних Олимпийских играх 2012 года в Лондоне Яныт стала пятой в беге на 100 м с барьерами.